# Ахмат (герб)
Ахмат (пол. Achmat) — шляхетський герб шляхетський герб литовсько-татарського походження.

## Опис
В блакитному полі, над скелею з трьома вершинами, золота стріла вістрям донизу, у клейноді золотий півмісяць рогами вгору.

## Історія
Герб Ахмат занесений в Частину 1 Гербівника шляхетських родів Царства Польського, стор. 36.

## Відомі представники
Ахматовичі — татарський рід, який осів у Великому Князівстві Литовському. Походять від ротмістра королівського війська Мустафи Ахматовича, який в 1751 році володів маєтком Вака (Войдаги) в Віленському воєводстві.